# Helicoconis sengonca
Helicoconis sengonca är en insektsart som beskrevs av Rausch et al. 1978. Helicoconis sengonca ingår i släktet Helicoconis och familjen vaxsländor. Inga underarter finns listade i Catalogue of Life.